# Bahamas
Bahamas, oficial Comunitatea Bahamas (în engleză: Commonwealth of The Bahamas), este o țară insulară în arhipelagul Lucayan ce constă din mai mult de 700 de insule și atoli din Oceanul Atlantic; în nordul Cubei, și regiunii Hispaniola (Haiti și Republica Dominicană); nord-vest de Insulele Turks și Caicos și sud-est de statul american Florida. Capitala se află la Nassau, pe insula New Providence.

## Istorie

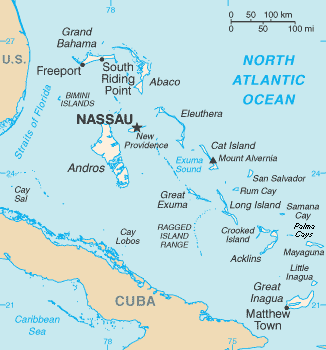
Harta arhipelagului

La începuturi, insula a fost locuită de oamenii Lucayan, ce vorbeau limba Taino. Bahamas a fost insula pe care Columb a ajuns în Lumea Nouă în 1492. Cu toate că spaniolii nu au colonizat niciodată Bahamasul, ei au trimis locuitorii de aici în Hispaniola. Insula a fost în mare parte părăsită între 1513 și 1648, atunci când coloniștii englezi din Bermuda s-au stabilit pe insula Eleuthera, insulă vecină Bahamasului.
Bahamasul a devenit colonie britanică în 1718, când britanicii au învins pirateria. După Războiul de Independență al Statelor Unite în Bahamas, aceștia din urmă și-au adus și sclavii și au stabilit plantații. Negrii au început să fie populația majoră începând cu această perioadă. Bahamasul a devenit un refugiu pentru sclavii liberi: Marina Regală trimitea aici negrii răpiți de pe navele cu sclavi. Sclavia din Bahamas a fost abolită în 1834. În prezent, descendenții sclavilor africani fac aproape 90% din populație; probleme legate de anii de sclavie fac parte din societate.
Bahamas a devenit teritoriu independent în 1973, dar care face parte din Comunitatea Națiunilor, păstrându-l ca monarh pe regele Charles al III-lea. În termeni economici, produsul intern brut pe cap de locuitor este unul dintre cel mai mare din America (după Statele Unite ale Americii și Canada). Economia este bazată pe turism și finanțe.